# Léna Gérault
Léna Gérault, née le 4 avril 1995 à Briançon, est une coureuse cycliste française spécialiste de VTT.

## Biographie
En 2017, elle est médaillée de bronze du relais mixte aux championnats du monde de VTT à Cairns (avec Jordan Sarrou, Pauline Ferrand-Prévot, Mathis Azzaro et Neïlo Perrin-Ganier).

## Palmarès en VTT

### Championnats du monde
- Cairns 2017
  -  Médaillée de bronze du relais mixte
- Leogang 2020
  -  Championne du monde du relais mixte (avec Mathis Azzaro, Luca Martin, Loana Lecomte, Jordan Sarrou, Olivia Onesti)[2]
- Val di Sole 2021
  -  Championne du monde du relais mixte (avec Mathis Azzaro, Adrien Boichis, Jordan Sarrou, Tatiana Tournut et Line Burquier)

### Coupe du monde
- Coupe du monde de cross-country espoirs
  - 2016 : 9e du classement général
  - 2017 : 9e du classement général

- Coupe du monde de cross-country
  - 2021 : 22e du classement général
  - 2022 : 12e du classement général
  - 2023 : 28e du classement général
  - 2024 : 37e du classement général

- Coupe du monde de cross-country short track
  - 2022 : 14e du classement général
  - 2023 : 34e du classement général
  - 2024 : 37e du classement général

### Championnats d'Europe
- Monte Tamaro 2020
  -  Médaillée d'argent du relais mixte

### Championnats de France
- 2013
  - 3e du cross-country juniors
- 2015
  - 3e du cross-country espoirs
- 2016
  - 3e du cross-country espoirs
- 2017
  - 3e du cross-country espoirs
- 2019
  -  Championne de France de cross-country marathon
- 2020
  -  Championne de France de cross-country[3]
  -  Championne de France de cross-country marathon
- 2021
  -  Championne de France de cross-country marathon
  - 2e du cross-country short track
  - 3e du cross-country
- 2022
  - 2e du cross-country short track
- 2023
  -  Championne de France de cross-country marathon
  - 2e du cross-country
  - 3e du cross-country short track
- 2024
  - 3e du cross-country
  - 3e du cross-country short track
- 2025
  - 3e du cross-country short track

## Palmarès sur route
- 2016
  -  Championne de France sur route espoirs
  - 2e du Prix de la Ville du Mont Pujols
- 2019
  - Classique des Pyrénées Dames
- 2023
  - 6e étape du Trofeo Ponente in Rosa